# Kecamatan Muko-muko Utara
Kecamatan Muko-muko Utara är ett distrikt i Indonesien.   Det ligger i provinsen Bengkulu, i den västra delen av landet, 700 km nordväst om huvudstaden Jakarta.